# لفافة صدغية
اللفافة الصدغية (بالإنجليزية: Temporal fascia)‏ هي مجموعة من الألياف الصدغية تغطي العضلة الصدغية.
واللفافة الصدغية تتميز بغلاف ليفي قوي، مغطى، بشكل جانبي، من قبل الأذنية الأمامية ومتفوق، بواسطة سفاق الفروة، وجزء من العضلة الدويرية العينية(بالإنجليزية: Orbicularis oculi muscle)‏.
بشكل متوفوق تعبر الأوعية الصدغيّة السطحيّة و العصبيّ الأذنيّ العضديّ الصّلب من الأسفل إلى الأعلى، إنها طبقة مفردة، متصلة بكامل الخط الصدغي الأعلى. ولكن في الأسفل، حيث يتم تثبيتها في القوس الوجني، يتكون من طبقتين، أحدهما يتم إدخاله في الجانب الجانبي، والآخر في الحدود الإنسية للقوس. تتواجد كمية صغيرة من الدهون في الفرع المداري للشريان الصدغي السطحي، وخيط من الفرع الوجني من العصب الوجهي (بالإنجليزية: Zygomatic branches of the facial nerve)‏، والعصب الفكي العلوي ضمن هاتين الطبقتين. حيث يوفر تعليق وإمساك اللفافة الصدغية في السفاق الصدغي. 
تمتد اللفافة النكفية(بالإنجليزية: Parotid fascia)‏ إلى اللفافة الصدغية.